# Pavol Országh Hviezdoslav

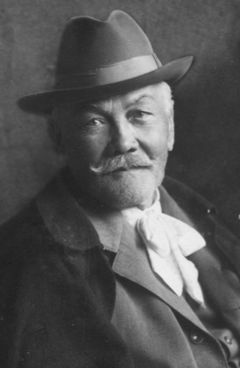
Pavol Országh Hviezdoslav

Pavol Országh ps. „Hviezdoslav” (ur. 2 lutego 1849 w Vyšným Kubínie na Orawie, zm. 8 listopada 1921 w Dolnym Kubinie) – słowacki poeta, dramatopisarz, tłumacz. Przez krótki czas był członkiem parlamentu Czechosłowacji.

## Życiorys
Uczył się w Miszkolcu na Węgrzech. Pracował przez wiele lat w Dolnym Kubinie i Namiestowie (w latach 1875–1876, 1879–1899) jako prawnik. Mieszkając w Namiestowie często odwiedzał uzdrowisko w Orawskiej Półgórze-Słonej Wodzie (miejscowości położonej u stóp Babiej Góry).
Początkowo czytał i pisał po węgiersku. Na studiach w Kieżmarku i Preszowie po raz pierwszy zetknął się z literaturą słowacką. Wtedy zaczął pisać po słowacku w odpowiedzi na postępującą „madziaryzację”. W 1871 r. przyjął pseudonim Hviezdoslav. Był przedstawicielem nurtu modernistycznego. Pod koniec życia utrzymywał się wyłącznie z pisarstwa. Tłumaczył na słowacki utwory Shakespeare'a, Puszkina, Goethego oraz polskich poetów Mickiewicza i Słowackiego.
Uważany jest za najważniejszego słowackiego poetę.
Jego imieniem nazwano Gajówkę na Równi (Gajówka Hviezdoslava) pod Babią Górą, gdzie mieści się obecnie muzeum jemu poświęcone. W pobliżu znajduje się też rezerwat Aleja Hviezdoslava.
Na polski tłumaczyli go m.in. Józef Waczków i Leszek Engelking.

## Twórczość

### Wiersze
- 1882 / 1886 – Sonety
- 1885 / 1896 – Letorosty I, Letorosty II i Letorosty III
- 1885 / 1896 – Psalmy i hymny
- 1898 – Przechadzki wiosenne
- 1898 – Przechadzki letnie
- 1903 – Ścieżki
- 1914–1918 – Krwawe sonety

### Zbiory baśni oraz wierszy
- 1868 – Básnické prviesenky Jozefa Zbranského
- 1879 – Ilona Žltovlas
- 1880 – Krb a vatra (tylko rękopis, zbiór nie ukazał się drukiem)
- 1888 – Čierny rok
- 1888 – Młyn w Tatrach
- 1889 – Na obnôcke
- 1890 – V žatvu
- 1891 – Poludienok
- 1892 – Večera
- 1909 / 1911 – Dozvuky

### Dzieła epickie
- 1882 – Agar
- 1884 / 1886 – Hájnikova žena
- 1888 – Bútora a Čútora
- 1890 – Ežo Vlkolinský
- 1884 / 1886 – Gábor Vlkolinský
- 1892 – Ráchel
- 1897 – Vianoce
- 1900 – Kain
- 1900 – Sen Šalamúnov

### Dramaty
- 1868 – Vzhledanie
- 1869 – Pomsta
- 1871 – Otčim
- 1879 – Oblaky
- 1904 – Na Luciu
- 1909 – Herodes a Herodias